# Hill Street Blues
Hill Street Blues é um seriado policial transmitido na rede de televisão NBC entre 1981 e 1987. Narrando a história dos funcionários de uma delegacia de polícia em uma cidade americana sem nome, o programa recebeu muitos elogios pelas inovações na produção e influenciou muitas séries dramáticas subsequentes produzidas na América do Norte.  
Ao todo, o programa foi indicado a 98 Emmy Awards durante seus sete anos de exibição. Sua primeira temporada ganhou 8 Emmys, feito apenas superado pela primeira temporada de The West Wing.  
Em Portugal, a série foi transmitida pela RTP 1. No Brasil, a série foi exibida com o nome de "Chumbo Grosso" pela Rede Globo no começo da década de 1980 e, depois, com o nome original pela Rede Manchete.

## Características
A MTM Enterprises, que anteriormente havia feito sitcoms de sucesso, como The Mary Tyler Moore Show e WKRP In Cincinnati, encarregou Steven Bochco e Michael Kozoll de desenvolverem uma série dramática para a NBC. escritores da série. Eles tinham direito à liberdade criativa considerável, o que resultou em uma série que reuniu, pela primeira vez, novas característicos no drama de TV:
- Os episódios têm sua narrativa interligada. Algumas histórias são resolvidas dentro de um capítulo, enquanto outras continuam ao decorrer da temporada.

- A série busca explorar os conflitos pessoais e profissionais dos personagens, humanizando-os. Há também uma forte ênfase nos conflitos éticos e no dilema entre o fazer "o que é certo" e "o que funciona".

- A fotografia é rápida e dinâmica, realizada em grande parte com câmeras Arriflexes de mão. Há muito diálogo e ação ao fundo da cena principal, dando um efeito de "documentário".

O programa tem como um de seus focos a pobreza do bairro que retrata, colocando em pauta os conflitos sociais que tal situação ocasiona. Tal característica se opõe a LA Law, projeto seguinte do criador Steven Bochco.
Quase todo episódio começa com uma sequência intitulada "Roll Call" (Reunião Matinal), retratando o início do turno dos policiais. A partir da terceira temporada, cada episódio passa a ter uma recapitulação dos ocorridos nas temporadas anteriores. 
Muitos episódios retratam acontecimentos em um único dia, conceito usado mais tarde na série LA Law.
A maioria dos episódios termina com o capitão Frank Furillo e a defensora pública Joyce Davenport em uma situação doméstica, muitas vezes na cama, discutindo seus respectivos dias.

## Produção
Embora filmada em Los Angeles (tanto ao ar livre quanto no CBS Studio Center, em Studio City), a série se passa em uma localidade sem nome, aparentemente um bairro pobre de uma cidade dos EUA como Detroit ou Chicago.

### Primeira temporada
O piloto foi ao ar na quinta-feira, 15 de janeiro de 1981, às 10 horas. O segundo episódio foi ao ar duas noites depois, e na semana seguinte o padrão se repetiu: episódio 3 na quinta-feira, e o 4 no sábado). 
A NBC havia encomendado 13 episódios, mas o sucesso entre a crítica fez com que a emissora encomendasse mais quatro episódios para ir ao ar durante meados de maio. Bochco e Kozoll fizeram uma história nova, exibida em dois episódios duplos para fechar a temporada. Uma nova adição a estes quatro últimos episódios foi o agente Joe Coffey (interpretado por Ed Marinaro).
O programa se tornou a série com menor audiência a ser renovada para uma segunda temporada até então. 

### Segunda temporada
A série, renovada inicialmente por apenas dez episódios, acabou finalizando a segunda temporada com 18. Michael Kozoll deixou o cargo de produtor executivo e passou a ser creditado como consultor. Isso se deve ao fato de que ele preferia apostar em conceitos de seriados de ação para executar a trama, enquanto o resto da produção pretendia continuar se focando nos dramas pessoais dos personagens. 

### Terceira temporada
Kozoll deixou a série, sendo substituído por Anthony Yerkovich e David Milch. No final da temporada, Yerkovich largou a série e se focou em seu novo projeto, Miami Vice. 
Esta foi a temporada mais popular em termos de audiência, uma vez que terminou colocado em 21º lugar. Neste ano, também formou-se o bloco Must See TV na NBC, fazendo com que Hill Street Blues fosse exibida nas mesmas noites dos sucessos Cheers, Taxi e Fame.
Michael Conrad progressivamente teve sua participação diminuída na série devido a sua luta contra o câncer.

### Quarta temporada
Após a morte de Michael Conrad, em 22 de novembro de 1983, foi transmitido um episódio de despedida, chamado "Grace Under Pressure".
A série ganhou o seu quarto e último Emmy para Melhor Série Dramática nesta temporada.

### Quinta temporada
O programa mudou radicalmente, entrando em um período de novela de acordo com Bochco. Novos personagens foram incluídos: Sgto. Estanislau Jablonski (interpretado por Robert Prosky), Det. Patsy Mayo (Mimi Kuzyk), e Det. Harry Garibaldi (Ken Olin), enquanto a Sra. Furillo (Bosson) tornou-se membro da delegacia. 
Bochco foi demitido no final da temporada pelo então presidente da MTM. A demissão foi devido as derrapagens de Bochco em relação a custos, aliado ao fato de que o programa tinha alcançado a meta das 100 episódios necessários para garantir a venda a emissoras pequenas e estrangeiras.
Betty Thomas ganhou um Emmy de Melhor Atriz Coadjuvante em Série Dramática nesta temporada. No entanto, na cerimônia de premiação, um homem chamado Barry Bremen correu ao palco à frente de Thomas e alegou que ela não pôde comparecer. Em seguida, ele afirmou que o prêmio era dele e saiu do palco, confundindo os telespectadores e roubando de Thomas de seu momento de glória. 

### Sexta temporada
Grandes mudanças ocorreram: Joe Coffey, Patsy Mayo, Harry Garibaldi, o tenente Ray Calletano (René Enríquez), Fay Furillo (Barbara Bosson) e Leo Schnitz (Robert Hirschfeld) deixaram a série. A adição foi o tenente Norman Buntz, interpretado por Dennis Franz.
A estréia da temporada abriu com uma roll-call (Reunião Matinal) cheia de personagens nunca vistos, brevemente enganando os espectadores a pensar todo o elenco tinha sido substituído. Foi então revelado que esta era o turno da noite.  Também nessa temporada explicou-se através de flashbacks como Furillo e Davenport se conheceram e se apaixonaram.
Esta foi a primeira temporada que Travanti e Hamel não foram nomeados para o Emmy de Melhor Ator/Atriz em Série de Drama.

### Sétima temporada
Patrick Flaherty (interpretado por Robert Clohessy) e Tina Russo (Megan Gallagher) juntaram-se ao grupo de personagens nesta temporada, numa tentativa de reacender o sentimento da relação Bates-Coffey dos primeiros anos da série. Estanislau Jablonski se tornou um personagem secundário nesta temporada. 
Quando Travanti anunciou que não renovaria seu contrato, os produtores decidiram encerrar a série em 1987. O programa também foi transferido para as terça-feiras depois de seis anos para dar lugar a LA Law às quintas-feiras.
Esta foi a única temporada que Weitz não foi nomeado para o Emmy de Melhor Ator Coadjuvante em Série Dramática. Esta também foi a única temporada em que o show não foi nomeado para Melhor Série Dramática.

## Elenco
Os personagens principais estão em Negrito.

### Chefe de Polícia
- Jon Cypher como o Chefe Fletcher P. Daniels (1981–1987)

### Vice-Chefe de Polícia
- Ron Parady como Vice-Chefe Mahoney Dennis (1981-1982)

- Andy Romano como Vice-Chefe Warren Briscoe (1983–1987)

### Comandante
- George Dickerson como Comandante David Swanson (1981-1982)

- George Murdock como Comandante "Buck" Remington

- J. Patrick McNamara como Comandante William Lakeland (namorado de Lucy Bates)

### Capitão
- Daniel J. Travanti como Frank Furillo

- Vincent Lucchesi como Capitão Jerry Fuchs (Narcóticos) (1981-1984)

- Andy Romano como Capitão Roger MacPherson (Delegacia de Midtown) (1981–1982)

- Robert Hogan como Capitão Lewis 'Lou' Hogan (Delegacia de Jefferson Heights)

- Charles Cyphers como Capitão Leder

### Tenente
- René Enriquez como Tenente Ray Calletano (1981-1987)

- Dennis Franz como Tenente Norman Buntz (1985–1987)

- J.A. Preston como Tenente Ozzie Cleveland (Delegacia de Midtown) (1982-1985)

- Dolph Sweet como Tenente Emil Schneider (Homicídios)

- Arthur Taxier como Tenente Shipman (Corregedoria) (1983-1987)

### Sargento
- James B. Sikking Howard Hunter (comandante da tropa de choque) (1981-1987)

- Joe Spano como Sargento Henry Goldblume (Negociador) (1981-1987)

- Michael Conrad como Sargento Phil Esterhaus (1981–1984)

- Bruce Weitz como Sargento Michael (Mick) Belker (1981–1987)

- Taurean Blacque como Sargento Neil Washington

- Robert Prosky como Sargento Stan Jablonski (1984-1987)
- Gerry Black como Sargento Alf Chesley (1981-1982)

- Lawrence Tierney como Sargento Jenkins (1985-1987)

- Dan Hedaya como Sargento Ralph MacAfee

### Detetives
- Kiel Martin como detetive John LaRue

- Mimi Kuzyk como Detective Patsy Mayo (1984–1985)

- Ken Olin como Detective Harry Garibaldi (1984–1985)

- Dennis Franz como Detective Sal Benedetto (1983)

- John Brandon como Detective John Walsh (1981–1982)

- Charles Guardino como Detective Ben Lambert (1981–1982)

- Nathan Cook como detetive Virgil Pattison Brooks (1981-1982)

- Gerald Castillo como Detetive Michael Benedict (1984–1987)

### Agentes
- Betty Thomas como agente "Lucy" Bates (1981-1987)

- Ed Marinaro como agente Joe Coffey (1981-1986)

- Michael Warren como Bobby Hill (1981-1987)

- Charles Haid como Andy Renko (1981–1987)

- Robert Clohessy como Patrick Flaherty (1986–1987)

- Megan Gallagher como Tina Russo (1986–1987)

- Robert Hirschfeld como o escrivão Leo Schnitz (1981–1985)

### Não-policiais
- Veronica Hamel como a defensora pública Joyce Davenport
- Barbara Bosson como Fay Furillo
- Barbara Babcock como Grace Gardner
- George Wyner como o promotor público Irwin Bernstein
- Trinidad Silva como Jesus Martinez (Líder da gangue Los Diablos)
- Peter Jurasik como Sidney, o informante

## DVDs e Online
A 20th Century Fox Home Entretainment lançou a primeira e segunda temporadas de Hill Street Blues em DVD da região 1, que incluem extras como erros de gravação, entrevistas e documentários. Essas temporadas estão disponíveis online em sites como o Hulu.com
O Channel 4 DVD lançou as primeiras duas temporadas em DVD, e disponibiliza a série completa online em seu site.
A Shout! Factory lançou nos EUA um box contendo a série completa e, posteriormente, passou a vender individualmente as temporadas.

## Prêmios

### Emmy
Hill Street Blues foi indicado a 98 Emmys, e ganhou 52. Os atores indicados seguem abaixo, sendo que os ganhadores estão em negrito.
- Daniel J. Travanti, (Melhor ator principal em série dramática);
- Michael Conrad, Taurean Blacque, Michael Warren, Bruce Weitz, e Charles Haid (Melhor ator coadjuvante em série dramática);
- Veronica Hamel (Melhor atriz principal em série dramática);
- Barbara Babcock, Barbara Bosson e Betty Thomas (Melhor atriz coadjuvante em série dramática).

### Outros Prêmios
- O piloto ganhou um Prêmio Edgar de melhor edição.
- Em 2007, o Channel 4 da Inglaterra classificou Hill Street Blues como o 19º Melhor Drama na sua lista "The 50 Best TV Dramas".